# Acer flabellatum
Acer flabellatum ist eine Pflanzenart aus der Gattung der Ahorne (Acer) in der Familie der Seifenbaumgewächse (Sapindaceae). Von manchen Autoren wird sie als Unterart Acer campbellii subsp. flabellatum von Acer campbellii geführt. Sie ist in China und Teilen Südostasiens heimisch.

## Beschreibung

### Vegetative Merkmale
Acer flabellatum wächst als sommergrüner Baum, der Wuchshöhen von bis zu 10 Metern erreichen kann. Die Borke ist glatt. Die elliptischen Winterknospen sind an den Rändern gewimpert.
Die gegenständig an den Zweigen angeordneten Laubblätter sind in Blattstiel und -spreite gegliedert. Der schlanke Blattstiel ist bis zu 7 Zentimeter lang. Die pergamentartige oder häutige Blattspreite ist bei einer Breite von 8 bis 12 Zentimetern siebenlappig. Die Blattlappen sind breit-eiförmig, seltener oval oder dreieckig-oval mit meist zugespitztem oberen Ende und unregelmäßig gezähntem Blattrand. Die Blattoberseite ist dunkelgrün und die -unterseite hellgrün. Beide Blattflächen sind mit Ausnahme der hervorstehenden Blattadern kahl.

### Generative Merkmale
Acer flabellatum ist andromonözisch. Die Blütezeit liegt im Monat Juni. Der Blütenstandsschaft ist etwa 3 Zentimeter lang. Der rispige Blütenstand ist etwa 5 Zentimeter lang. Der Blütenstiel ist etwa 1 Millimeter langen.
Die Blüte ist radiärsymmetrisch und fünfzählig mit doppelter Blütenhülle. Die eiförmigen Kronblätter sind etwa gleich groß wie die Kelchblätter. Es ist ein extrastaminaler Diskus vorhanden. Die acht Staubblätter sowie der Fruchtknoten sind kahl.
Die Spaltfrucht ist gelblich-braune, 3 bis 4 Zentimeter lang sowie 1 bis 1,2 Zentimeter dick und geflügelt. Die Nussfrucht ist mit einer Länge von etwa 6 Millimetern und einem Durchmesser von etwa 5 Millimetern mehr oder weniger kugelig. Die Früchte reifen in China im Oktober.
Die Chromosomenzahl beträgt 2n = 26.

## Vorkommen
Das natürliche Verbreitungsgebiet von Acer flabellatum umfasst die chinesischen Provinzen Guangxi, Guizhou, West-Hubei, Jiangxi, Sichuan und Yunnan, sowie Teile von Myanmar und Vietnam.
Acer flabellatum wächst in China in Mischwäldern in Höhenlagen von 800 bis 3500 Metern.

## Systematik
Acer flabellatum Rehder wird von manchen Autoren als Unterart Acer campbellii subsp. flabellatum von Acer campbellii geführt. Herman John Oterdoom sieht in ihr, aufgrund derselben biochemischen Struktur, nur eine junge Form von Acer campbellii. Weitere Synonyme für Acer flabellatum sind unter anderem Acer heptalobum Diels, Acer heptaphlebium Gagnep., Acer mapienense W.P.Fang sowie Acer shangszeense W.P.Fang & T.P.Soong. Acer campbellii und Acer flabellatum gehören zur Sektion Palmata in der Gattung Acer.